# Pueblo General Belgrano
Pour le général Belgrano, voir Manuel Belgrano.
Pueblo General Belgrano est une localité rurale argentine située dans le département de Gualeguaychú et dans la province d'Entre Ríos.